# Stenotabanus brunnipes
Stenotabanus brunnipes är en tvåvingeart som beskrevs av Krober 1929. Stenotabanus brunnipes ingår i släktet Stenotabanus och familjen bromsar. Inga underarter finns listade i Catalogue of Life.